# خوسيه سانتوس غونزاليس فيرا
خوسيه سانتوس غونزاليس فيرا (بالإسبانية: José Santos González Vera)‏ هو كاتب تشيلي، ولد في 17 سبتمبر 1897 في آيل مونتي في تشيلي، وتوفي في 27 فبراير 1970 في سانتياغو في تشيلي.